# Phobolosia argentifera
Phobolosia argentifera là một loài bướm đêm trong họ Erebidae.